# 諏訪 (富士見市)
諏訪（すわ）は、埼玉県富士見市の町名。現行行政地名は諏訪一丁目および二丁目。住居表示実施地区。郵便番号は354-0023。

## 地理
富士見市の中央部の武蔵野台地に位置する。東武東上線鶴瀬駅から東に750 mほど離れている。主に宅地となっている。富士見市役所やららぽーと富士見が近い。

## 歴史

### 沿革
- 1974年（昭和49年）2月1日 - 住居表示の実施により[6]、大字鶴馬の一部から諏訪一丁目および二丁目が成立[5]。町名は当地に建立する諏訪神社に因む[5]。

## 世帯数と人口
2017年（平成29年）9月30日現在の世帯数と人口は以下の通りである。
| 丁目       | 世帯数  | 人口    |
| ---------- | ------- | ------- |
| 諏訪一丁目 | 405世帯 | 1,034人 |
| 諏訪二丁目 | 593世帯 | 1,529人 |
| 計         | 998世帯 | 2,563人 |

## 小・中学校の学区
市立小・中学校に通う場合、学区（校区）は以下の通りとなる。
| 丁目       | 番地 | 小学校               | 中学校                   |
| ---------- | ---- | -------------------- | ------------------------ |
| 諏訪一丁目 | 全域 | 富士見市立諏訪小学校 | 富士見市立東中学校       |
| 諏訪二丁目 | 全域 | 富士見市立諏訪小学校 | 富士見市立富士見台中学校 |

## 寺社・史跡
- 山室地蔵堂（一丁目）
- 天台宗瑠璃光寺（一丁目）
- 浄土宗浄円寺（二丁目）[5]
- 諏訪神社（二丁目）
- 殿山(とのやま)遺跡（二丁目） - 縄文前期の貝塚

## 施設
一丁目
- 山室会館[5]
- 第五保育園

二丁目
- 富士見市立富士見台中学校 - 鶴馬城址がある[6]。
- すわ幼稚園
- 宿会館

なお、富士見市立諏訪小学校は大字鶴馬に所在する。